# Sanseverino
Pour les articles homonymes, voir Sanseverino (homonymie).
Stéphane Sanseverino, dit Sanseverino, né à Paris le 9 octobre 1961, est un chanteur français. Ses chansons sont teintées d'humour et de poésie, et leur style court du swing manouche au rock électrique, en passant par le blues et le tango. Il a été couronné par le Prix Charles-Cros et une Victoire de la musique.

## Biographie
Enfant, Sanseverino parcourt le monde avec son père, constructeur d'équipement pour papeteries. En Europe de l'Est, il découvre la musique tzigane avant de devenir un admirateur inconditionnel de Django Reinhardt,. Il apprend la guitare en autodidacte, en travaillant énormément, ainsi que le banjo cinq cordes. Sa scolarité est chahutée et se termine par un diplôme d'une école hôtelière. 
De retour du service militaire passé au Sénégal, il s'adonne à sa passion du théâtre. Il se forme auprès de Serge Martin et Philippe Hottier, et pendant trois ans au DAL Théâtre il travaille la comedia dell’arte et le clown. Il enseigne à l'École de théâtre d'Élancourt.
En 1989, il crée une troupe, Les Frères Tamouille, avec Frédéric Jeandupeux (surnommé Jeanpeuxplus) et Alain Degois, dit « Papy », futur directeur de la compagnie d'improvisation théâtrale Déclic Théâtre de Trappes. Leur spectacle est un vaste pastiche de séries télévisées des années 1980, très spectaculaires, avec beaucoup de matériel, et est donné le plus souvent dans la rue ou dans des festivals, notamment à Aurillac et Chalon-sur-Saône.
Touche-à-tout, il s’intéresse au cinéma et tourne dans des courts-métrages : en 1992, il joue le rôle principal d'un film de Patrick Bagot, HP69, pastiche de Massacre à la tronçonneuse. Il participe également à Les Aventures de Francis 15 et en 1999 à Scalp (avec Hervé Legeay et Malaury Nataf).

## Carrière musicale
Multi-instrumentiste, il entre dans un groupe, "Dans l’intérêt des familles" en tant que guitariste, puis rejoint "Les maris jaloux", trio où il joue de la basse. Il commence à monter lui-même des groupes : "Doc Denat", un groupe de rock, puis "RMC" (pour "Renverse-moi chéri"), avec qui il sort ses premières compositions dont « Rock n’Roll Dérision ».

### Les voleurs de poules (1992-1999)
En 1992, il crée avec Sabine Pierron le groupe Les voleurs de poules, dont le nom fait référence aux Gitans, « ceux qui s’excluent eux-mêmes et que les sédentaires excluent » ; il écrit textes et musiques, joue de la guitare et du banjo et chante ; elle joue du violon et chante ; le répertoire est centré sur les vieilles chansons françaises des années 1920 à 1950. Le projet rencontre un certain succès et le duo s’étoffe, avec Marc Salvetti à la basse et Nicolas Ferrenbach à la batterie (et par Manu Ruquier à partir de 1995). Les voleurs de poules donnent des concerts au Zèbre de Belleville à Paris, et écument les bars de France : 500 concerts en 5 ans, concerts "École et Nature" en septembre 1992 à Paris, le Festival "Jeunes agents EDF" en août 1993 à Soulac, le Carnaval de Cergy-Pontoise en mars 1994, concerts en Bretagne en août 1994 et juillet 1995. En janvier 1995, le groupe fait la première partie de Yan et les Abeilles à l'Olympia. Le groupe est inclus dans des compilations Life in the Bar. Le Recueil (Quartier Est & Musidisc) et Le Son de Paris. Radio Nova (Mélodie). En 1994, il enregistre un premier album auto-produit, Tu sens les poivrons (Rick Studio). En juillet 1995, le groupe est invité aux FrancoFolies de La Rochelle.
Pour boucler les fins de mois, Sanseverino travaille entre autres comme roadie pour Michel Fugain. Après la dissolution des Voleurs de poule en 1999, il se relance en participant au spectacle Achille Tonic de Shirley et Dino.

### Solo
Parallèlement, il fonce dans l'aventure solo. En 2001, après avoir signé chez Barclay, il sort Le tango des gens. Récompensé par le Prix de l’Académie Charles-Cros, l'album devient disque d’or. Il part en tournée avec Tété, 50 dates en France et en Suisse. Il donne 80 concerts en 2002, y compris au Festival des Vieilles Charrues, aux Solidays ou au Nice Jazz Festival. En décembre, une "Nuit Sanseverino" est organisée au Trianon à Paris, et Bernard Lavilliers, Tété ou La Grande Sophie montent sur scène en son honneur.
En 2003, il obtient une Victoire de la musique dans la catégorie "Révélation scène de l'année".

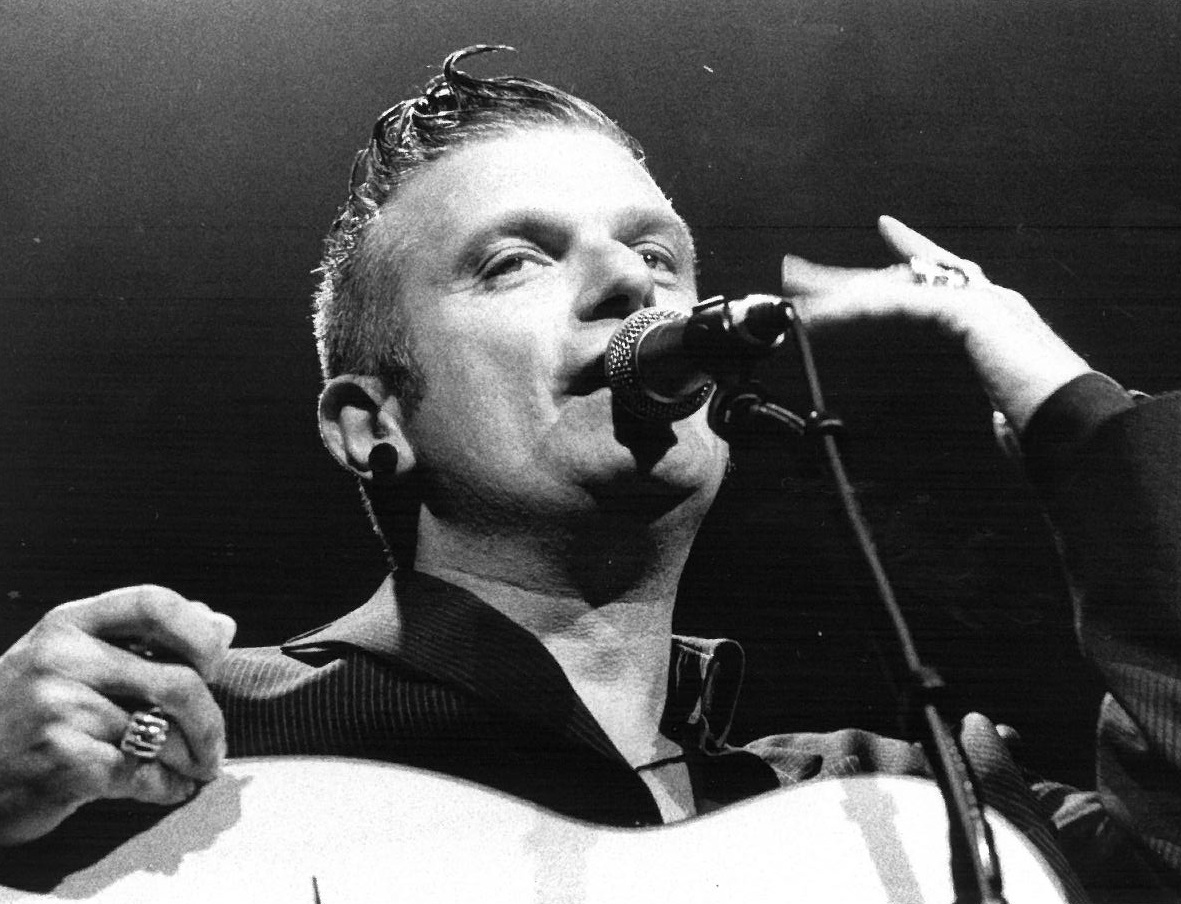
Le chanteur en 2004

En 2004, Sanseverino sort son deuxième album, Les Sénégalaises. Il enflamme la scène du Printemps de Bourges au mois d'avril, et entame une longue tournée. En juin, il fait son premier Olympia.
En 2005, il publie un enregistrement public, Live au Théâtre Sébastopol. Il enregistre également un disque de 3 titres On aime, on aide, au profit de la prévention de l'illettrisme, avec deux titres inédits.
En 2006, il monte un trio et se produit à La Maroquinerie à Paris. Il signe aussi la musique du film d'animation, U, de Grégoire Solotareff et Serge Elissalde. Dans le film, il prête aussi sa voix inimitable à l'un des personnages, le félin Kulka.
En 2006 également, il publie son troisième album, Exactement, en formation Big Band, avec une vingtaine de musiciens qu'il emmène en tournée.
En 2007, Sanseverino joue à l’Olympia.
En 2008, il est en concert aux Bouffes du Nord, à Paris, en formation minimaliste de deux accordéonistes et lui. Un double album en public est enregistré, Live aux Bouffes du Nord, avec sept inédits dont quatre reprises de François Béranger, Johnny Cash, Yves Montand et Les Wampas.
En 2009, Sanseverino sort Les faux talbins (les faux billets, en argot), avec une reprise de « La Salsa du démon » du Grand orchestre du Splendid. Il part pour trois mois de tournée et termine au Bataclan, à Paris.
En 2010, le musicien fête ses dix ans de carrière solo sur la scène de l'Olympia à Paris. Il publie son premier best of, Les embouteillages, avec une vingtaine de titres.

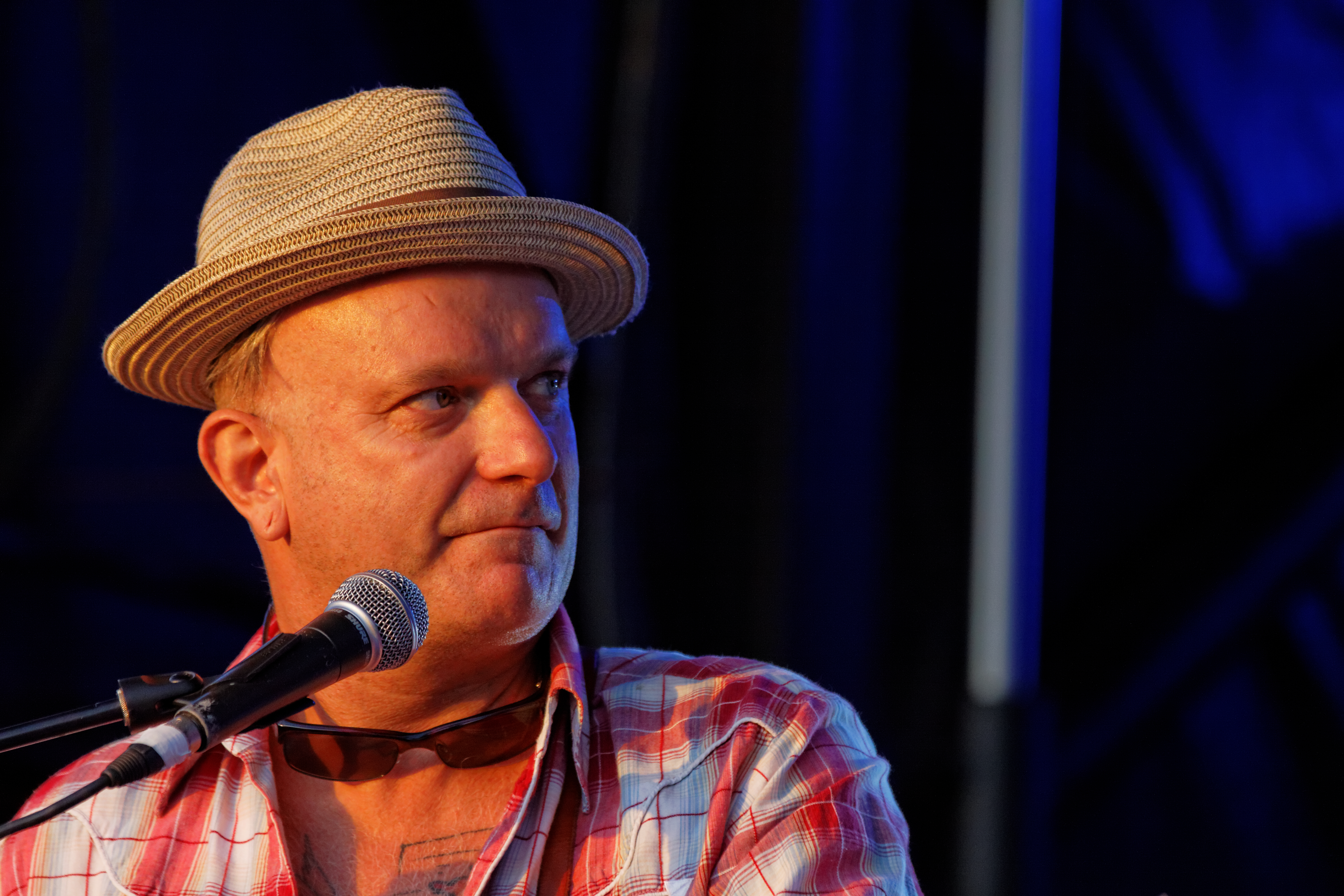
Le chanteur en 2012

En 2012, il se produit à la Maroquinerie à Paris.
En 2013, il sort l'album Honky Tonk, en référence à ce style musical issu de la musique country. Il y joue du banjo, de la mandoline, et de la guitare. Il part en tournée, infatigable.
En 2014, il sort l'album Le petit bal perdu, un ensemble de reprises de chansons issues du répertoire français des années 1930 à 1960.
En 2016, Sanseverino se lance dans un projet de bande dessinée à écouter : il sort un livre-disque, où il incarne le célèbre bagnard Henri Charrière (alias Papillon) et chante ses aventures au son de sa guitare, mises en dessin par Sylvain Dorange, dans une adaptation de Cécile Richard. Il emmène le projet sur scène, et notamment à Jazz à Vienne en juillet.
En 2017, il collabore avec Cécile Richard à un opéra Qui de l'homme ou de la femme a le plus de plaisir, joué par l'Orchestre symphonique du Pas-de-Calais. Le spectacle est donné quatre fois.
En 2017, il sort Montreuil-Memphis, avec 15 chansons teintées de blues, et part pour une centaine de concerts dans toute la France, et termine au Bataclan à Paris en novembre.
En 2019, il sort The Beber Project Vol. 1 : Hommage à François Béranger (Les éditions du Narvalo) où il reprend des chansons de François Béranger qu'il fait vivre sur les routes avec sa guitare.  
En 2019, il collabore avec le quartet Tangomotán pour explorer le tango, et sort un album titré Sanseverino & Tangomotán (Little Big Music).
En 2021, il sort l'album Les deux doigts dans la prise, dont les chansons ont été écrites au rythme d’un texte par jour pendant le confinement. Les douze titres, teintés de musique country et de funk, sont engagés : « Je n’en veux pas » dénonce les compteurs connectés et l'industrie du nucléaire, on y parle du Medef, du polo, mais aussi d’amour ou du narcissisme.
En 2021 également, il joue et chante dans une pièce de théâtre à la limite de la comédie musicale, Medecine Show. Il en a également écrit et composé les quinze titres avec Cécile Richard.
En 2022, il publie un livre (accompagné d'un CD) aux Éditions Margot, Il faut sauver Mamie La Gratte, illustré par Jeff Pourquié. C'est l'histoire d'une mamie qui vend des instruments de musique, d'une petite fille délurée, et d'un méchant promoteur immobilier…
En 2023, il sort le second opus consacré l'œuvre de François Béranger : Joue pas avec mes nerfs : Hommage à François Béranger (Vol.2) (Les éditions du Narvalo)

### Engagement politique
En 2010, Sanseverino se présente sur la liste Europe Écologie à Paris pour les élections régionales.
En 2017, il préside avec Pauline Delpech le comité de soutien de Jean-Luc Bennahmias pour la primaire citoyenne.
En 2022, avec 2000 autres personnalités, il annonce son soutien à la candidature de Jean-Luc Mélenchon à l'élection présidentielle.

### Vie personnelle
Parisien de naissance, il habite Montreuil en Seine-Saint-Denis et il est le père de trois enfants dont deux filles nées en 1995 et 1997 ; l'une d'elle, Tina Rose, se lance dans la chanson en 2022 et l'accompagne sur scène ; l'autre, Armande, est danseuse, plasticienne, comédienne et musicienne, formée en Espagne, en France et en Angleterre. Depuis 2023, il partage sa vie avec l’auteure-compositrice-interprète Lise Cabaret avec qui il a monté un duo.
En 2020, il est le sujet du film documentaire, Planète Sanseverino, de Mathilde Mignon et Philippe Crnogorac. On le voit animer un atelier avec des jeunes Gitans incarcérés, en plein concert pendant la tournée Papillon, pendant l’enregistrement de Montreuil-Memphis, et dans l'opéra co-écrit avec Cécile Richard.

### Musiciens
- Stéphane Sanseverino : guitare, banjo, chant, textes, composition
- Dominique Fillon : piano, claviers, arrangements et production (depuis 2004)
- Gipi Cremonini : contrebasse
- Hervé Legeay : guitare
- Jean-Marc Delon : banjo
- Stéphane Huchard : batterie
- François Puyalto : basse

### Tournées
- Tournée Tango des Gens : avec Gipi Cremonini (contrebasse), Fred Loizeau et Hervé Legeay (guitares)
- Tournée Les Sénégalaises : avec Gipi Cremonini, Hervé Legeay, Hervé Pouliquen et Xavier Tribolet (accordéon, piano et Fender Rhodes)
- Nuits à la Maroquinerie de Paris, juin 2006 : avec Gipi Cremonini et Xavier Tribolet (accordéon, claviers et… batterie !)
- Tournée Papillon (2015-2016) : avec Jean-Marc Delon (banjo 5 cordes), Christian Séguret (mandoline et fiddle), Christophe Cravéro (fiddle et alto), et Jide Jouannic (contrebasse)
- Tournée 2021 : François Puyalto (basse), Stéphane Huchard (batterie et percussions)
- Tournée 2024 : Stéphane Huchard (batterie), Christophe Cravero (clavier, violon), Stéphane Edouard (percussions)

## Récompenses et distinctions
- 2001 : Prix Charles-Cros[16]
- 2001 : bourse du FAIR pour les jeunes artistes[17]
- 2003 : « Révélation scène de l'année » aux Victoires de la musique
- 2004 : Prix Raoul-Breton[18]

- 2008 :  Chevalier de l'ordre des Arts et des Lettres[18]
- Disques d'or : 2001 (Tango des gens), 2004 (Les Sénégalaises), 2006 (Exactement)[19]

## Discographie

### Participations diverses
- 2002 : reprise d’Éloge de la tristesse d'Hubert-Félix Thiéfaine sur l'album hommage Les Fils du coupeur de joints
- 2002 : reprise de Il suffirait de presque rien sur l'album hommage Autour de Serge Reggiani
- 2002 : très courte intervention sur le morceau Achète un chien, des Joyeux Urbains (album Supersexy)
- 2003 : il interprète, avec Sacha Distel, Ma première guitare, aux Victoires de la musique
- 2004 : il participe, en juillet, au tremplin organisé par Radio Neo qui diffusera son titre André à l'antenne
- 2004 : duo avec Bénabar sur le morceau À ma fenêtre (Compilation Ensemble contre le SIDA)
- 2005 : sur la compilation Une seule voix contre la sclérose en plaques, il propose La Voisine des oiseaux
- 2006 : il est le conducteur de train[20] du Soldat Rose, conte musical de Louis Chedid et Pierre-Dominique Burgaud
- 2006 : reprise de Mireille de Dick Annegarn sur l'album hommage Le Grand Dîner
- 2006 : il compose la bande originale du film U, de Serge Élissalde, et prête aussi sa voix au personnage de Kulka[21]
- 2006 : il a un second rôle dans le film Avida, de Benoît Delépine et Gustave Kervern[22]
- 2007 : featuring sur C'est pas gagné, avec le groupe Parabellum sur l'album Si Vis Pacem
- 2007 : il commente chaque jour, en alternance avec André Dussollier, le Tour de France à la radio[23]
- 2007 : il prête sa voix pour annoncer, lors d'un spot radio de la campagne de communication, l'interdiction de fumer dans les lieux publics[24]

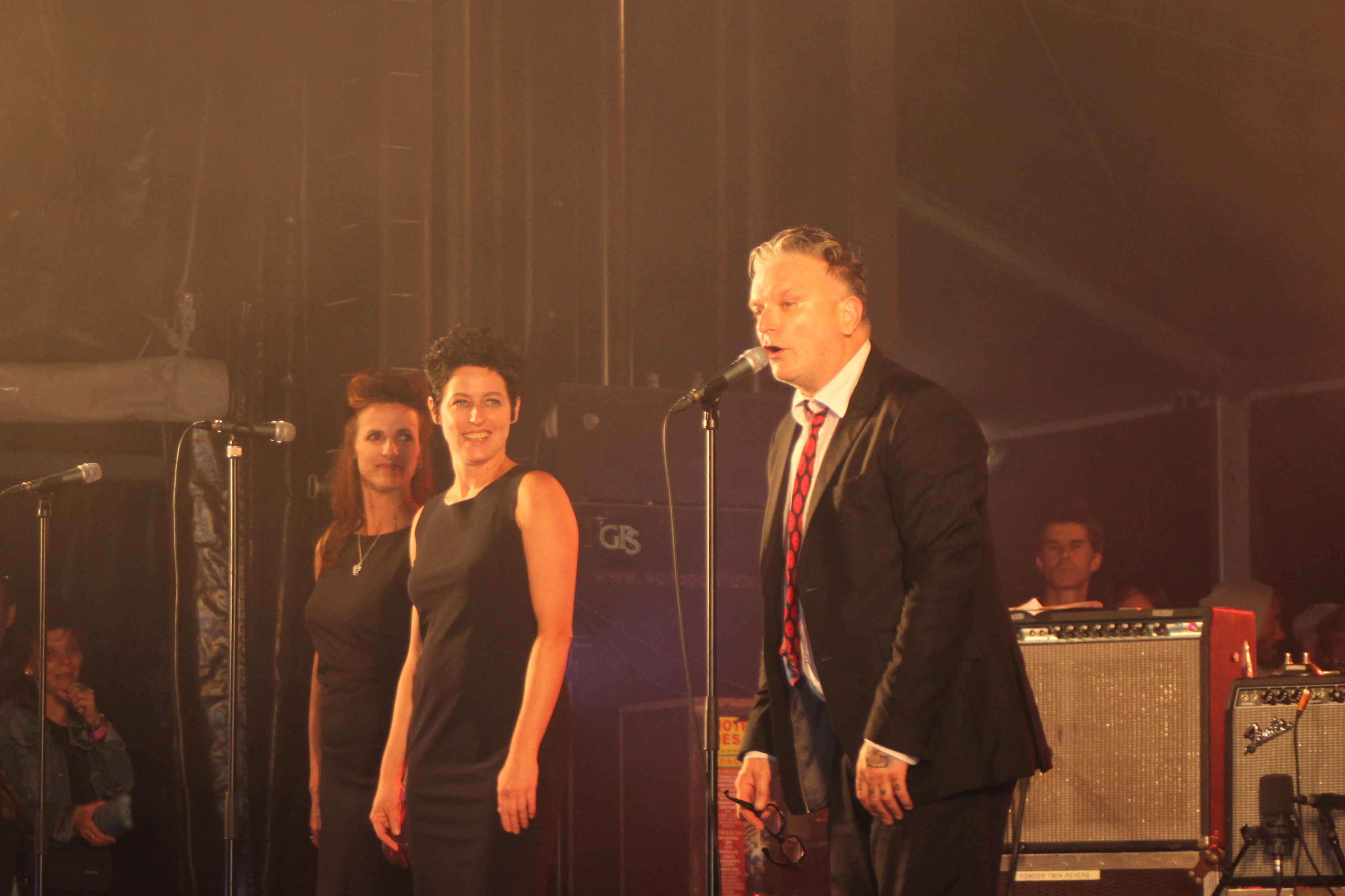
En soutien à l'ACIPA, à NDdL.

- 2007 : il interprète deux chansons dans l'album Paroles de swing de Angelo Debarre et Ludovic Beier
- 2008 : il soutient la campagne de solidarité internationale Pas d'école, pas d'avenir
- 2008 : il chante La Voisine des oiseaux, sur l'album La Grande Ouverture du groupe Le Sacre du tympan (de Fred Pallem).
- 2008 : il participe à l'album Stolen From Strangers du compositeur japonais Jun Miyake  (paroles et chant sur Le Mec dans un train)
- 2008 : dans le dessin animé Max & Co, il incarne vocalement Sam, le père du personnage principal Max[25]
- 2008 : il interprète La Grande Truanderie et Ménage à trois, Spooky Scat sur l'album Tribal Musette de Dominique Cravic et les Primitifs du Futur.
- 2009 : il joue dans le collège de Thuir, dans le Sud de la France, où il est interviewé par les élèves[26]
- 2009 : reprise de Il suffirait de presque rien (Serge Reggiani), en live, sur le double CD compilation Jazz Manouche - Volume 1
- 2011 : il chante SDF sur l'album Leprest symphonique d'Allain Leprest
- 2013 : les 3 et 4 août, avec plusieurs autres groupes (Parabellum, Bombes 2 Bal, Les Ramoneurs de menhirs, Tryo[27]...), il participe à la mobilisation anti-aéroport organisée par l'ACIPA, à Notre-Dame-des-Landes, accompagné, à la batterie, par Xavier Mesa (Parabellum)
- 2013 : il chante Mississippi river, en duo avec Nicolas Peyrac sur l'album de duos Et nous voilà ! de Peyrac
- 2014 : il chante À quoi ça sert l'amour en duo avec Georgette Lemaire sur l'album Jazz de cette dernière
- 2014 : en duo avec Claire Elzière, il interprète Vie d'ange, vie d'ordure sur l'album Claire Elzière chante Allain Leprest.
- 2015 : il chante dans Objectivement, série d'animation en stop motion créée par Guillaume Le Gorrec et Hadrien Cousin, sur Arte Creative, et prête sa voix au personnage du crayon
- 2016 : il interprète Sacapou dans Farces et Attrapes avec François Morel
- 2017 : Nashville ou Belleville en duo avec Eddy Mitchell sur son album La Même Tribu
- 2019 : en duo avec Nicolas Moro, il interprète un texte de Bernard Dimey : Du mal à se taire
- 2022 : Vesna Mirabeau[28] [archive] en faveur des enfants d'Ukraine pour l'UNICEF

## Reprises en italien
Le groupe italien L'Armeria dei Briganti reprend plusieurs chansons de Sanseverino avec des textes réécrits, en italien : Ma poi c'è Frida (Frida), Il funerale di tuo zio (L'Enterrement de ton oncle), Che male c'è (Mal ô mains).

## Clins d'œils musicaux
Sanseverino s'amuse souvent à glisser des références musicales — généralement des standards de jazz — dans ses enregistrements :
- Sur la chanson Mal ô mains sur le refrain à 2 min 24 on peut entendre le saxophone ténor jouer un court extrait de la musique du dessin animé Popeye.
- Le thème instrumental de l'introduction à la chanson Rouge est très proche de la mélodie sur le refrain des Sénégalaises. Il s'agit d'une mélodie folklorique traditionnelle.
- Pendant le solo de la chanson La Cigarette on peut entendre le piano jouer la mélodie du refrain de Blue Moon.
- Le son de la guitare jouant les plans dans La Cigarette, et les paroles de cette chanson sont inspirés de Fume Cette Cigarette d'Eddy Mitchell.
- Pendant la chanson Il se la pète, une guitare acoustique joue la mélodie de Take the "A" Train de Duke Ellington pendant le couplet à partir de 2 min 26.
- Tout le thème de La Valse à Peggy sous-entend le thème de la musique de la série télévisée Mannix (composé par Lalo Schifrin) dont parle la chanson et qui est exposé juste aux dernières secondes.
- Dans la chanson Les Embouteillages, il cite Claude Nougaro, Django Reinhardt et le groupe AC/DC dont il a toujours été un grand fan.
- Une référence à la chanson Ta Katie t'a quitté de Boby Lapointe est glissée dans Un ticket.
- La chanson André reprend le sample et la forme textuelle de la chanson Johnny de Vaya con dios.

Il fait aussi un  clin d'œil à François Béranger, mort en 2003, en reprenant Le Tango de l'ennui aux Victoires de la musique, puis Le Vieux en duo avec Jeanne Cherhal sur l'album Honky Tonk en 2013.
Parfois il fait des clins d'œils à ses propres clins d'œils : entre la chanson Frida et Le Swing du nul on peut entendre sur la même mélodie chantée en scat les noms des comédiens Bernard Blier et Jean-Pierre Darras. De même, sur ses trois premiers albums, il reprend le personnage d'André sur trois chansons qui n'ont pas de lien narratif, mais plutôt un gimmick musical (ré mi fa mi ré la la la) en commun.

## Filmographie

### Comme acteur
- 1998 : Scalp!, court métrage de Patrick Bagot : le rockeur
- 2006 : Avida, de Benoît Delépine et Gustave Kervern : le captif chantant
- 2006 : U, film d'animation de Serge Élissalde et Grégoire Solotareff : Kulka Wéwé (voix)
- 2006 : Le soldat Rose, de Jean-Louis Cap : le conducteur de train
- 2007 : Dunk, court métrage de Patrick Bagot : l'homme dans mes rêves
- 2008 : Max et Co, film d'animation de Samuel et Frédéric Guillaume : Sam (voix)
- 2012 : Antoine et les héros, court métrage de Patrick Bagot : Lapin (voix)
- 2013 : Le FN n'est pas d'extrême droite, court métrage de Nono 121
- 2015 : Objectivement, la vie quotidienne des objets quotidiens, série d'animation en stop motion de Guillaume Le Gorrec et Hadrien Cousin : le crayon (voix)

### Comme compositeur
- 2003 : Loulou et les autres loups, court métrage d'animation de Serge Élissalde
- 2006 : U de Serge Élissalde et Grégoire Solotareff
- 2008 : La Dépanneuse, court métrage de Dominique Aru
- 2014 : Polo, série d'animation